# Trent Sainsbury
Trent Lucas Sainsbury (Perth, 5 gennaio 1992) è un calciatore australiano, difensore del C.C. Mariners.

## Caratteristiche tecniche
Difensore centrale forte fisicamente con una buona elevazione, è in possesso di un'ottima tecnica di base e di un buon tempismo negli interventi.

## Carriera

### Club

#### Gli inizi in patria

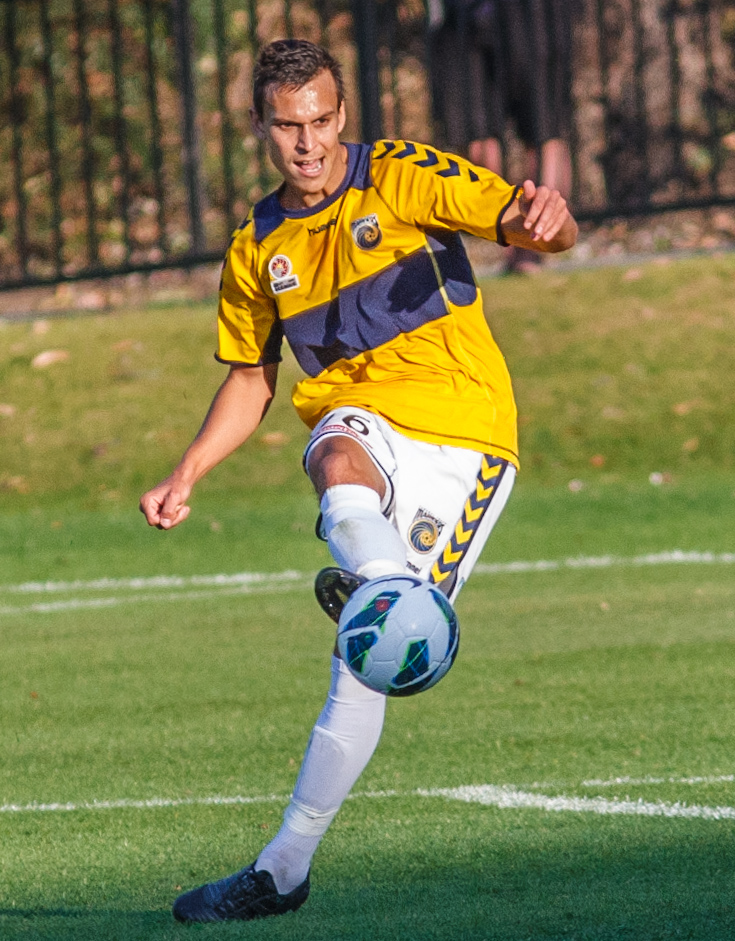
Sainsbury nel 2012 con la maglia dei

Sainsbury, dopo aver giocato da bambino a football, inizia la sua carriera da calciatore al Perth Glory Football Club nel 2008, trasferendosi l'anno seguente nell'AIS, dove disputa la stagione 2009-2010.
Nel 2010 Sainsbury viene ingaggiato dai Central Coast Mariners. Il suo esordio in campo avvieneil 24 novembre contro i Newcastle Jets; l'incontro finisce in un pareggio e Sainsbury riceve elogi da parte dell'allenatore Graham Arnold per la sua performance. Sainsbury disputa un totale di nove partite nel suo primo anno con il team. Nella stagione 2011-2012, dopo una serie di ottimi risultati, viene annunciato il prolungamento del contratto per due anni. I Mariners in questa stagione arrivarono secondi. Nuovamente, Sainsbury ottiene nove presenze.
Nella stagione 2012-2013 Sainsbury debutta da titolare. Assieme al difensore olandese Patrick Zwaanswijk costituisce una difesa formidabile che risulta decisiva nella finale del campionato contro il Western Sydney Wanderers vinta 2-0; Sainsbury, pur non ottenendo il premio di uomo partita, viene elogiato per la sua ottima performance. In seguito alla partita, iniziano le speculazioni secondo le quali molti club europei sono interessati al suo ingaggio, tra cui Southampton, Roda JC, Basilea e Middlesbrough. Nel marzo 2013 riceve il premio come calciatore oceaniano dell'anno e viene selezionato nella squadra dell'anno PFA dell'A-League. Segna il suo primo goal in carriera il 3 aprile contro il Guizhou Renhe in una partita valida per l'AFC Champions League 2013. Il primo goal in campionato viene invece segnato a dicembre in una vittoria contro il Perth Glory, sua ex squadra. Complessivamente con i Mariners in tre stagioni e mezzo mette insieme 69 presenze e 2 gol.

#### PEC Zwolle

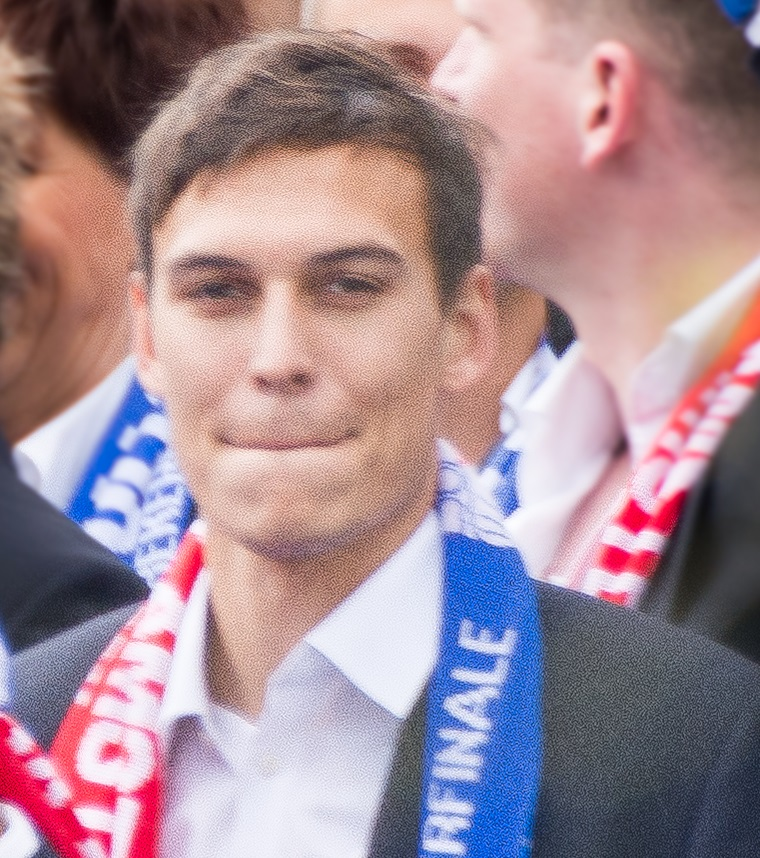
Sainsbury nel 2014 festeggia la vittoria della KNVB beker con il

Nel gennaio 2014 Sainsbury firma un contratto di due anni e mezzo con gli olandesi del PEC Zwolle. Subito entra tra i titolari esordendo il 6 febbraio contro l'Utrecht (2-1) venendo sostituito dopo 72 minuti in seguito a una caduta su un dispositivo del sistema di irrigazione del campo, facendosi male al ginocchio. In seguito si scopre che Sainsbury si è fratturato la rotula nella caduta e che non sarà più in grado di giocare per il resto della stagione. Il PEC Zwolle, comunque, ottiene ottimi risultati, riuscendo ad aggiudicarsi la KNVB Beker 2013-2014 in seguito ad una sorprendente vittoria contro l'Ajax per 5-1, e, conseguentemente, riuscire a qualificarsi per la prima volta nella UEFA Europa League.
Sainsbury torna in campo nella Supercoppa d'Olanda 2014, vinta 1-0 contro l'Ajax, e si distingue con un'ottima performance, grazie alla quale il PEC Zwolle riesce ad ottenere il secondo trofeo della sua storia.
Debutta nella prima giornata della Eredivisie 2014-2015 contro l'Utrecht, ma anche questa volta esce dal campo, al 30', per un infortunio alla caviglia. In questa stagione colleziona 24 presenze comprese le 2 partite di Europa League.
Nella stagione seguente segna il suo primo gol in campionato il 6 dicembre 2015 contro il NEC Nijmegen (2-2). Complessivamente in due anni mette insieme 34 presenze e un gol.

#### Jiangsu Suning e Inter
Il 25 gennaio 2016 viene ceduto ai cinesi dello Jiangsu Suning. Esordisce con la nuova maglia il 23 febbraio nell'incontro di AFC Champions League contro il Becamex Binh Duong. Il 20 luglio segna il suo primo gol in campionato nella vittoria per 4-0 contro l'Hebei Fortune ripetendosi il 14 agosto nella vittoria per 1-2 contro il Changchun Yatai. Diventa così uno dei pilastri della difesa mettendo insieme complessivamente 41 presenze e 2 gol.
Il 31 gennaio 2017 viene ceduto, a sorpresa, in prestito fino a giugno all'Inter, anch'essa di proprietà del gruppo Suning. Sainsbury è, peraltro, il primo giocatore australiano della storia del club nerazzurro. Debutta con la squadra meneghina il 28 maggio, in occasione della partita interna contro l'Udinese, subentrando al 71' a Santon nel secondo tempo.
A fine stagione ritorna in Cina dove totalizza cinque presenze prima di essere riceduto in prestito.

#### Grasshopper, PSV, Maccabi Haifa, Kortrijk e Al-Wakrah
Nel gennaio 2018 viene mandato in prestito al Grasshopper, in Super League svizzera. Con i biancoblu esordisce il 31 marzo successivo nella sconfitta per 2-0 contro il Thun. In totale disputa 9 partite, di cui 6 da capitano riuscendo a non retrocedere in Challenge League (centrando il 9º posto, l'ultimo valido per la permanenza in massima categoria).
Il 7 luglio dello stesso anno passa a titolo definitivo al PSV Eindhoven, con cui firma un contratto fino al 30 giugno 2021. Segna il suo primo gol con la nuova maglia il 26 settembre in occasione della partita Excelsior Rotterdam-PSV Eindhoven 0-4, valevole per il primo turno della KNVB Beker. Mette insieme in tutto 10 presenze e 1 gol ed il 29 agosto 2019 viene ceduto al Maccabi Haifa, con cui firma un contratto biennale.
Il 19 agosto 2020 si accasa ai belgi del Kortrijk, coi quali firma un contratto biennale.
Il 3 agosto 2022 firma quindi un contratto annuale con l’Al-Wakrah, club del Qatar.
il 23 agosto 2024 ritorna al Central Coast Mariners, con cui firma un contratto triennale

### Nazionale

#### Giovanili
Giocatore della Nazionale Under-17 di calcio dell'Australia, partecipa all'edizione del 2008 dell'AFF U-16 Youth Championship, che la squadra vince in finale ai rigori contro il Bahrain. Partecipa anche all'edizione seguente del torneo riuscendo anche a segnare nella sconfitta per 2-1 contro gli Emirati Arabi Uniti.
Partecipa poi al Mondiale Under-20 del 2011. L'Australia finisce il girone ultima, con un pareggio e due sconfitte e Sainsbury partecipa a tutte e tre le partite.

#### Nazionale maggiore

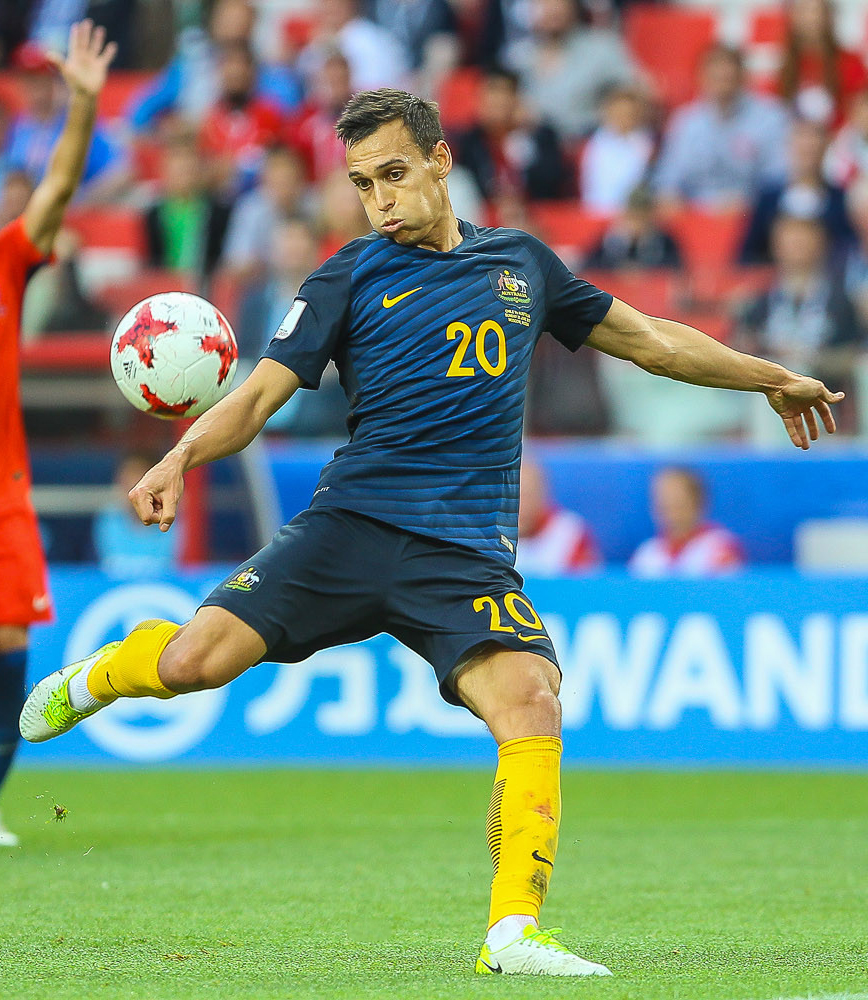
Sainsbury nel 2017 con la maglia della nazionale australiana durante la Confederations Cup

Nel maggio del 2013 Sainsbury viene selezionato per una serie di allenamenti con la Nazionale maggiore. A luglio entra nella lista dei giocatori scelti per la Coppa dell'Asia orientale. Per quanto in ottima forma, Sainsbury è l'unico dei giocatori a non essere mai scelto dal CT Holger Osieck. Le sue possibilità di giocare nel Campionato mondiale di calcio 2014 svaniscono con l'infortunio con il PEC Zwolle. Nel settembre seguente Sainsbury debutta in un'amichevole nella sconfitta per 2-0 contro il Belgio, venendo elogiato dal CT Ange Postecoglou per la sua prestazione.
Viene scelto nella rosa per la Coppa d'Asia 2015. Nella prima partita, contro il Kuwait, la squadra si impone per 4-1. Contro l'Oman, Sainsbury effettua anche un assist a Matt McKay, che apre le marcature di una partita che finirà 4-0. Segna il suo primo goal internazionale contro gli Emirati Arabi Uniti e nella stessa partita effettua un altro assist. Nella finale, vinta contro la Corea del Sud, viene nominato Uomo Partita, in seguito ad un'ottima performance difensiva. Viene anche scelto per il Team of the Tournament.
Viene convocato per i Mondiali 2018, dove gioca per intero tutte e 3 le partite della sua Nazionale che viene eliminata al primo turno.
Viene viceversa escluso dalla lista dei convocati per i Mondiali 2022, nonostante il Commissario Tecnico dell'Australia Graham Arnold sia il suocero.

## Statistiche

### Presenze nei club
Statistiche aggiornate al 28 dicembre 2024.
| Stagione                      | Squadra                       | Campionato                    | Campionato | Campionato | Coppe nazionali | Coppe nazionali | Coppe nazionali | Coppe continentali | Coppe continentali | Coppe continentali | Altre coppe | Altre coppe | Altre coppe | Totale | Totale | Totale |
| Stagione                      | Squadra                       | Comp                          | Pres       | Reti       | Comp            | Pres            | Reti            | Comp               | Pres               | Reti               | Comp        | Pres        | Reti        | Pres   | Reti   |        |
| ----------------------------- | ----------------------------- | ----------------------------- | ---------- | ---------- | --------------- | --------------- | --------------- | ------------------ | ------------------ | ------------------ | ----------- | ----------- | ----------- | ------ | ------ | ------ |
| 2010-2011                     | C.C. Mariners                 | AL                            | 8+1        | 0          | -               | -               | -               | -                  | -                  | -                  | -           | -           | -           | 9      | 0      |        |
| 2011-2012                     | C.C. Mariners                 | AL                            | 8+1        | 0          | -               | -               | -               | ACL                | 2                  | 0                  | -           | -           | -           | 10     | 0      |        |
| 2012-2013                     | C.C. Mariners                 | AL                            | 24+2       | 0          | -               | -               | -               | ACL                | 7                  | 1                  | -           | -           | -           | 33     | 1      |        |
| 2013-gen. 2014                | C.C. Mariners                 | AL                            | 16         | 1          | -               | -               | -               | -                  | -                  | -                  | -           | -           | -           | 16     | 1      |        |
| gen.-giu. 2014                | PEC Zwolle                    | E                             | 1          | 0          | CO              | 0               | 0               | -                  | -                  | -                  | -           | -           | -           | 1      | 0      |        |
| 2014-2015                     | PEC Zwolle                    | E                             | 17+1       | 0          | CO              | 3               | 0               | UEL                | 2                  | 0                  | SO          | 1           | 0           | 24     | 0      |        |
| 2015-gen. 2016                | PEC Zwolle                    | E                             | 9          | 1          | CO              | 0               | 0               | -                  | -                  | -                  | -           | -           | -           | 9      | 1      |        |
| Totale PEC Zwolle             | Totale PEC Zwolle             | Totale PEC Zwolle             | 27+1       | 1          |                 | 3               | 0               |                    | 2                  | 0                  |             | 1           | 0           | 34     | 1      |        |
| 2016                          | Jiangsu Suning                | CSL                           | 29         | 2          | CC              | 5               | 0               | ACL                | 6                  | 0                  | SC          | 1           | 0           | 41     | 2      |        |
| gen.- giu. 2017               | Inter                         | A                             | 1          | 0          | CI              | 0               | 0               | -                  | -                  | -                  | -           | -           | -           | 1      | 0      |        |
| 2017                          | Jiangsu Suning                | CSL                           | 5          | 0          | CC              | 0               | 0               | ACL                | 0                  | 0                  | SC          | 0           | 0           | 5      | 0      |        |
| Totale Jangsu Suning          | Totale Jangsu Suning          | Totale Jangsu Suning          | 34         | 2          |                 | 5               | 0               |                    | 6                  | 0                  |             | 1           | 0           | 46     | 2      |        |
| gen.-giu. 2018                | Grasshopper                   | SL                            | 9          | 0          | CS              | 0               | 0               | -                  | -                  | -                  | -           | -           | -           | 9      | 0      |        |
| 2018-2019                     | PSV Eindhoven                 | ED                            | 5          | 0          | CO              | 2               | 1               | UCL                | 2                  | 0                  | -           | -           | -           | 9      | 1      |        |
| 2019-2020                     | PSV Eindhoven                 | ED                            | 1          | 0          | -               | -               | -               | UCL                | 0                  | 0                  | -           | -           | -           | 1      | 0      |        |
| 2019-2020                     | Maccabi Haifa                 | ha'Al                         | 31         | 2          | -               | -               | -               | -                  | -                  | -                  | -           | -           | -           | 31     | 2      |        |
| 2020-2021                     | Kortrijk                      | PL                            | 17         | 2          | CB              | 2               | 0               | -                  | -                  | -                  | -           | -           | -           | 19     | 2      |        |
| 2021-2022                     | Kortrijk                      | D1                            | 28         | 4          | CB              | 3               | 0               |                    | -                  | -                  |             | -           | -           | 31     | 4      |        |
| Totale Kortrijk               | Totale Kortrijk               | Totale Kortrijk               | 45         | 6          |                 | 5               | 0               |                    | -                  | -                  |             | -           | -           | 50     | 6      |        |
| 2022-2023                     | Al-Wakrah                     | QSL                           | 20         | 2          | QSC+EQC         | 2+1             | 0               |                    | -                  | -                  | CPC         | 1           | 0           | 24     | 2      |        |
| 2023-2024                     | Al-Wakrah                     | QSL                           | 19         | 0          | QSC+EQC         | 5+2             | 1+0             |                    | -                  | -                  | CPC         | 2           | 0           | 28     | 1      |        |
| Totale Al-Wakrah              | Totale Al-Wakrah              | Totale Al-Wakrah              | 39         | 2          |                 | 10              | 1               |                    | -                  | -                  |             | 3           | 0           | 52     | 3      |        |
| 2024-2025                     | C.C. Mariners                 | AL                            | 4          | 0          | CA              | 0               | 0               | ACL                | 1                  | 0                  |             | -           | -           | 5      | 0      |        |
| Totale Central Coast Mariners | Totale Central Coast Mariners | Totale Central Coast Mariners | 64         | 1          |                 | 0               | 0               |                    | 10                 | 1                  |             | -           | -           | 74     | 2      |        |
| Totale carriera               | Totale carriera               | Totale carriera               | 257        | 14         |                 | 24              | 2               |                    | 20                 | 1                  |             | 5           | 0           | 306    | 17     |        |

### Cronologia presenze e reti in nazionale
| Cronologia completa delle presenze e delle reti in nazionale ― Australia | Cronologia completa delle presenze e delle reti in nazionale ― Australia | Cronologia completa delle presenze e delle reti in nazionale ― Australia | Cronologia completa delle presenze e delle reti in nazionale ― Australia | Cronologia completa delle presenze e delle reti in nazionale ― Australia | Cronologia completa delle presenze e delle reti in nazionale ― Australia | Cronologia completa delle presenze e delle reti in nazionale ― Australia | Cronologia completa delle presenze e delle reti in nazionale ― Australia |
| Data                                                                     | Città                                                                    | In casa                                                                  | Risultato                                                                | Ospiti                                                                   | Competizione                                                             | Reti                                                                     | Note                                                                     |
| ------------------------------------------------------------------------ | ------------------------------------------------------------------------ | ------------------------------------------------------------------------ | ------------------------------------------------------------------------ | ------------------------------------------------------------------------ | ------------------------------------------------------------------------ | ------------------------------------------------------------------------ | ------------------------------------------------------------------------ |
| 4-9-2014                                                                 | Liegi                                                                    | Belgio                                                                   | 2 – 0                                                                    | Australia                                                                | Amichevole                                                               | -                                                                        |                                                                          |
| 8-9-2014                                                                 | Londra                                                                   | Arabia Saudita                                                           | 2 – 3                                                                    | Australia                                                                | Amichevole                                                               | -                                                                        | 6’                                                                       |
| 10-10-2014                                                               | Abu Dhabi                                                                | Emirati Arabi Uniti                                                      | 0 – 0                                                                    | Australia                                                                | Amichevole                                                               | -                                                                        |                                                                          |
| 18-11-2014                                                               | Osaka                                                                    | Giappone                                                                 | 2 – 1                                                                    | Australia                                                                | Amichevole                                                               | -                                                                        |                                                                          |
| 9-1-2015                                                                 | Melbourne                                                                | Australia                                                                | 4 – 1                                                                    | Kuwait                                                                   | Coppa d'Asia 2015 - 1º turno                                             | -                                                                        |                                                                          |
| 13-1-2015                                                                | Sydney                                                                   | Australia                                                                | 4 – 0                                                                    | Oman                                                                     | Coppa d'Asia 2015 - 1º turno                                             | -                                                                        |                                                                          |
| 17-1-2015                                                                | Brisbane                                                                 | Australia                                                                | 0 – 1                                                                    | Corea del Sud                                                            | Coppa d'Asia 2015 - 1º turno                                             | -                                                                        |                                                                          |
| 22-1-2015                                                                | Brisbane                                                                 | Australia                                                                | 2 – 0                                                                    | Cina                                                                     | Coppa d'Asia 2015 - Quarti di finale                                     | -                                                                        |                                                                          |
| 27-1-2015                                                                | Newcastle                                                                | Australia                                                                | 2 – 0                                                                    | Emirati Arabi Uniti                                                      | Coppa d'Asia 2015 - Semifinale                                           | 1                                                                        |                                                                          |
| 31-1-2015                                                                | Sydney                                                                   | Australia                                                                | 2 – 1 dts                                                                | Corea del Sud                                                            | Coppa d'Asia 2015 - Finale                                               | -                                                                        |                                                                          |
| 30-3-2015                                                                | Skopje                                                                   | Macedonia                                                                | 0 – 0                                                                    | Australia                                                                | Amichevole                                                               | -                                                                        | 46’                                                                      |
| 12-11-2015                                                               | Canberra                                                                 | Australia                                                                | 3 – 0                                                                    | Kirghizistan                                                             | Qual. Mondiali 2018                                                      | -                                                                        |                                                                          |
| 24-3-2016                                                                | Adelaide                                                                 | Australia                                                                | 7 – 0                                                                    | Tagikistan                                                               | Qual. Mondiali 2018                                                      | -                                                                        | 81’                                                                      |
| 29-3-2016                                                                | Sydney                                                                   | Australia                                                                | 5 – 1                                                                    | Giordania                                                                | Qual. Mondiali 2018                                                      | -                                                                        |                                                                          |
| 4-6-2016                                                                 | Sydney                                                                   | Australia                                                                | 1 – 0                                                                    | Grecia                                                                   | Amichevole                                                               | -                                                                        |                                                                          |
| 7-6-2016                                                                 | Melbourne                                                                | Australia                                                                | 1 – 2                                                                    | Grecia                                                                   | Amichevole                                                               | 1                                                                        |                                                                          |
| 1-9-2016                                                                 | Perth                                                                    | Australia                                                                | 2 – 0                                                                    | Iraq                                                                     | Qual. Mondiali 2018                                                      | -                                                                        |                                                                          |
| 6-9-2016                                                                 | Abu Dhabi                                                                | Emirati Arabi Uniti                                                      | 0 – 1                                                                    | Australia                                                                | Qual. Mondiali 2018                                                      | -                                                                        |                                                                          |
| 6-10-2016                                                                | Gedda                                                                    | Arabia Saudita                                                           | 2 – 2                                                                    | Australia                                                                | Qual. Mondiali 2018                                                      | 1                                                                        |                                                                          |
| 11-10-2016                                                               | Melbourne                                                                | Australia                                                                | 1 – 1                                                                    | Giappone                                                                 | Qual. Mondiali 2018                                                      | -                                                                        |                                                                          |
| 15-11-2016                                                               | Bangkok                                                                  | Thailandia                                                               | 2 – 2                                                                    | Australia                                                                | Qual. Mondiali 2018                                                      | -                                                                        |                                                                          |
| 28-3-2017                                                                | Sydney                                                                   | Australia                                                                | 2 – 0                                                                    | Emirati Arabi Uniti                                                      | Qual. Mondiali 2018                                                      | -                                                                        |                                                                          |
| 8-6-2017                                                                 | Adelaide                                                                 | Australia                                                                | 3 – 2                                                                    | Arabia Saudita                                                           | Qual. Mondiali 2018                                                      | -                                                                        |                                                                          |
| 13-6-2017                                                                | Melbourne                                                                | Australia                                                                | 0 – 4                                                                    | Brasile                                                                  | Amichevole                                                               | -                                                                        | 57’                                                                      |
| 19-6-2017                                                                | Soči                                                                     | Australia                                                                | 2 – 3                                                                    | Germania                                                                 | Conf. Cup 2017 - 1º turno                                                | -                                                                        | 64’                                                                      |
| 22-6-2017                                                                | San Pietroburgo                                                          | Camerun                                                                  | 1 – 1                                                                    | Australia                                                                | Conf. Cup 2017 - 1º turno                                                | -                                                                        |                                                                          |
| 25-6-2017                                                                | Mosca                                                                    | Cile                                                                     | 1 – 1                                                                    | Australia                                                                | Conf. Cup 2017 - 1º turno                                                | -                                                                        | 72’                                                                      |
| 31-8-2017                                                                | Saitama                                                                  | Giappone                                                                 | 2 – 0                                                                    | Australia                                                                | Qual. Mondiali 2018                                                      | -                                                                        |                                                                          |
| 5-9-2017                                                                 | Melbourne                                                                | Australia                                                                | 2 – 1                                                                    | Thailandia                                                               | Qual. Mondiali 2018                                                      | -                                                                        |                                                                          |
| 5-10-2017                                                                | Malacca                                                                  | Siria                                                                    | 1 – 1                                                                    | Australia                                                                | Qual. Mondiali 2018                                                      | -                                                                        |                                                                          |
| 10-10-2017                                                               | Sydney                                                                   | Australia                                                                | 2 – 1 dts                                                                | Siria                                                                    | Qual. Mondiali 2018                                                      | -                                                                        |                                                                          |
| 10-11-2017                                                               | San Pedro Sula                                                           | Honduras                                                                 | 0 – 0                                                                    | Australia                                                                | Qual. Mondiali 2018                                                      | -                                                                        | 48’                                                                      |
| 15-11-2017                                                               | Sydney                                                                   | Australia                                                                | 3 – 1                                                                    | Honduras                                                                 | Qual. Mondiali 2018                                                      | -                                                                        | 88’                                                                      |
| 1-6-2018                                                                 | Sankt Pölten                                                             | Australia                                                                | 4 – 0                                                                    | Rep. Ceca                                                                | Amichevole                                                               | -                                                                        |                                                                          |
| 9-6-2018                                                                 | Budapest                                                                 | Ungheria                                                                 | 1 – 2                                                                    | Australia                                                                | Amichevole                                                               | -                                                                        | cap.                                                                     |
| 16-6-2018                                                                | Kazan'                                                                   | Francia                                                                  | 2 – 1                                                                    | Australia                                                                | Mondiali 2018 - 1º turno                                                 | -                                                                        |                                                                          |
| 21-6-2018                                                                | Samara                                                                   | Danimarca                                                                | 1 – 1                                                                    | Australia                                                                | Mondiali 2018 - 1º turno                                                 | -                                                                        |                                                                          |
| 26-6-2018                                                                | Soči                                                                     | Australia                                                                | 0 – 2                                                                    | Perù                                                                     | Mondiali 2018 - 1º turno                                                 | -                                                                        |                                                                          |
| 15-10-2018                                                               | Al Kuwait                                                                | Kuwait                                                                   | 0 – 4                                                                    | Australia                                                                | Amichevole                                                               | -                                                                        | 61’                                                                      |
| 17-11-2018                                                               | Brisbane                                                                 | Australia                                                                | 1 – 1                                                                    | Corea del Sud                                                            | Amichevole                                                               | -                                                                        |                                                                          |
| 20-11-2018                                                               | Sydney                                                                   | Australia                                                                | 3 – 0                                                                    | Costa Rica                                                               | Amichevole                                                               | -                                                                        | 82’ 85’                                                                  |
| 30-12-2018                                                               | Dubai                                                                    | Oman                                                                     | 0 – 5                                                                    | Australia                                                                | Amichevole                                                               | -                                                                        | 83’                                                                      |
| 6-1-2019                                                                 | al-'Ayn                                                                  | Australia                                                                | 0 – 1                                                                    | Giordania                                                                | Coppa d'Asia 2019 - 1º turno                                             | -                                                                        | 28’                                                                      |
| 11-1-2019                                                                | Dubai                                                                    | Palestina                                                                | 0 – 3                                                                    | Australia                                                                | Coppa d'Asia 2019 - 1º turno                                             | -                                                                        |                                                                          |
| 21-1-2019                                                                | al-'Ayn                                                                  | Australia                                                                | 0 – 0 dts (4 – 2 dtr)                                                    | Uzbekistan                                                               | Coppa d'Asia 2019 - Ottavi di finale                                     | -                                                                        |                                                                          |
| 25-1-2019                                                                | al-'Ayn                                                                  | Emirati Arabi Uniti                                                      | 1 – 0                                                                    | Australia                                                                | Coppa d'Asia 2019 - Quarti di finale                                     | -                                                                        |                                                                          |
| 10-9-2019                                                                | Al Kuwait                                                                | Kuwait                                                                   | 0 – 3                                                                    | Australia                                                                | Qual. Mondiali 2022                                                      | -                                                                        |                                                                          |
| 14-11-2019                                                               | Amman                                                                    | Giordania                                                                | 0 – 1                                                                    | Australia                                                                | Qual. Mondiali 2022                                                      | -                                                                        |                                                                          |
| 7-6-2021                                                                 | Al Kuwait                                                                | Australia                                                                | 5 – 1                                                                    | Taipei cinese                                                            | Qual. Mondiali 2022                                                      | 1                                                                        |                                                                          |
| 15-6-2021                                                                | Al Kuwait                                                                | Australia                                                                | 1 – 0                                                                    | Giordania                                                                | Qual. Mondiali 2022                                                      | -                                                                        |                                                                          |
| 2-9-2021                                                                 | Doha                                                                     | Australia                                                                | 3 – 0                                                                    | Cina                                                                     | Qual. Mondiali 2022                                                      | -                                                                        |                                                                          |
| 5-9-2021                                                                 | Hanoi                                                                    | Vietnam                                                                  | 0 – 1                                                                    | Australia                                                                | Qual. Mondiali 2022                                                      | -                                                                        |                                                                          |
| 7-10-2021                                                                | Doha                                                                     | Australia                                                                | 3 – 1                                                                    | Oman                                                                     | Qual. Mondiali 2022                                                      | -                                                                        |                                                                          |
| 12-10-2021                                                               | Saitama                                                                  | Giappone                                                                 | 2 – 1                                                                    | Australia                                                                | Qual. Mondiali 2022                                                      | -                                                                        |                                                                          |
| 11-11-2021                                                               | Sydney                                                                   | Australia                                                                | 0 – 0                                                                    | Arabia Saudita                                                           | Qual. Mondiali 2022                                                      | -                                                                        |                                                                          |
| 16-11-2021                                                               | Sharjah                                                                  | Cina                                                                     | 1 – 1                                                                    | Australia                                                                | Qual. Mondiali 2022                                                      | -                                                                        |                                                                          |
| 27-1-2022                                                                | Melbourne                                                                | Australia                                                                | 4 – 0                                                                    | Vietnam                                                                  | Qual. Mondiali 2022                                                      | -                                                                        |                                                                          |
| 1-2-2022                                                                 | Mascate                                                                  | Oman                                                                     | 2 – 2                                                                    | Australia                                                                | Qual. Mondiali 2022                                                      | -                                                                        | 85’                                                                      |
| 24-3-2022                                                                | Sydney                                                                   | Australia                                                                | 0 – 2                                                                    | Giappone                                                                 | Qual. Mondiali 2022                                                      | -                                                                        |                                                                          |
| 29-3-2022                                                                | Gedda                                                                    | Arabia Saudita                                                           | 1 – 0                                                                    | Australia                                                                | Qual. Mondiali 2022                                                      | -                                                                        |                                                                          |
| 22-9-2022                                                                | Brisbane                                                                 | Australia                                                                | 1 – 0                                                                    | Nuova Zelanda                                                            | Amichevole                                                               | -                                                                        |                                                                          |
| Totale                                                                   |                                                                          | Presenze                                                                 | 61                                                                       |                                                                          | Reti                                                                     | 4                                                                        |                                                                          |

## Palmarès

### Club
- Campionato australiano: 1

Central Coast Mariners: 2012-2013
- Coppa dei Paesi Bassi: 1

Zwolle: 2013-2014
- Supercoppa dei Paesi Bassi: 1

Zwolle: 2014

### Nazionale
- Coppa d'Asia: 1

2015

### Individuale
- Calciatore oceaniano dell'anno: 1

2013
- Squadra dell'anno della A-League: 1

2013
- Squadra ideale della Coppa d'Asia: 1

2015